# Conall Collamrach
Conall Collamrach (... – IV secolo a.C.), figlio di Ederscel Temrach, figlio di Eochaid Ailtleathan, fu un leggendario re supremo d'Irlanda del IV secolo a.C..
Salì al trono alla morte dello zio Aengus Tuirmech Temrach e regnò per cinque anni, fino alla morte avvenuta per mano di Nia Segamain.

## Fonti
- Seathrún Céitinn, Foras Feasa ar Éirinn 1.30
- Annali dei Quattro Maestri M4875-4880